# William Atherton
William Atherton (født 30. juli 1947 i Orange, Connecticut, USA) er en amerikansk skuespiller. Han er måske bedst kendt for sin rolle som Richard Thornburg i Die Hard fra (1988), og som Walter Peck i Ghostbusters fra (1984). Han er også kendt som stemmen bag Doctor Destiny i Justice League.